# 斯勒格
斯勒格（slug）是英制单位中的一种质量单位。若1磅力（lbF）的力作用在某物体上，此物体获得1 英尺/秒2（1 ft/s2）的加速度，则此物体的质量是1斯勒格。提出这一度量单位的意义是，使得牛顿第二定律F=ma采用英制的英尺、磅的情况下，保持量纲系数为1。
{\displaystyle 1\,{\text{slug}}=1\,{\frac {{\text{lb}}_{F}\cdot {\text{s}}^{2}}{\text{ft}}}\qquad \Longleftrightarrow \qquad 1\,{\text{lb}}_{F}=1\,{\frac {{\text{slug}}\cdot {\text{ft}}}{{\text{s}}^{2}}}}
在标准重力场并采用国际英尺及常衡磅制的前提下（重力加速度 g = 9.80665 m/s2 = 32.174 ft/s2，英尺换算为1 ft = 0.3048 m，磅换算为1 lbs = 0.4536 kg），则1 slug = 14.593903 kg。
{\displaystyle 1\,{\text{slug}}=14.593903\,{\text{kg}}}